# Ян Чуньлинь
Ян Чуньлинь (кит. упр. 杨春林, пиньинь Yáng Chūnlín; 1954 г.р.) — китайский правозащитник, лидер кампании «Нам не нужны Олимпийские игры — дайте нам права человека!».
Ян защищал права крестьян, лишенных земли, и в связи с этим призывал к бойкоту Олимпийских игр 2008 г. в Пекине. Утверждают, что его петицию подписали более 10000 человек
.
В связи с этим он был арестован в июле 2007 года по обвинению в антигосударственной деятельности.
.
Суд над Яном начался в феврале 2008 года в городе Цзямусы..
24 марта 2008 года Ян был осуждён на 5 лет тюремного заключения. На суде Ян отрицал свою виновность, хотя, как сообщается, как минимум дважды подвергался истязанием электрическими дубинками.
В связи с политическими репрессиями, и в частности, арестами Ян Чуньлиня и Ху Цзя, организация «Репортёры без границ» (RSF) призвала власти европейских стран прекратить диалог с Китаем и бойкотировать церемонию открытия Олимпийских игр 2008 г..